# Diphyus tepidus
Diphyus tepidus là một loài tò vò trong họ Ichneumonidae.